# Matsuda Takeo
Takeo Matsuda (松田 岳夫, sinh ngày 13 tháng 10 năm 1961) là một huấn luyện viên và cựu cầu thủ bóng đá người Nhật Bản.

## Sự nghiệp Huấn luyện viên
Takeo Matsuda đã dẫn dắt Nippon TV Beleza, Tokyo Verdy, Gainare Tottori và FC Ryukyu.